# Personal Software Services
Personal Software Services (PSS) è stata una società britannica produttrice di videogiochi con sede a Coventry.
Attiva prevalentemente durante gli anni ottanta, ha prodotto videogiochi (in particolare giochi strategici di guerra) per i personal computer ZX Spectrum, Commodore 64, Amiga,  Atari ST, Atari 8-bit, Amstrad CPC e IBM compatibili.

## Storia
Personal Software Services fu fondata nel 1981 a Coventry da Gary Mays e Richard Cockayne. L'azienda stipulò un accordo con lo sviluppatore francese di videogiochi ERE Informatique, pubblicando versioni localizzate dei suoi prodotti nel Regno Unito. Nel 1986 Cockayne decise di orientare i titoli dei videogiochi sulle piattaforme a 16 bit, poiché riteneva che gli home computer a 8 bit come lo ZX Spectrum non possedevano la potenza necessaria per giochi strategici più ampi; tale decisione fu erroneamente interpretata come una fuoriuscita completa dal mercato dello Spectrum dalla stampa dell'epoca.
Nonostante il successo conseguito, Personal Software Services si ritrovò ben presto in gravi difficoltà economiche, tanto che nel febbraio 1987 l'azienda fu rilevata dalla Mirrorsoft, per poi scomparire del tutto a causa dell'accumulo dei debiti.

## Videogiochi pubblicati
Elenchi non esaustivi.

### Prima dell'acquisizione di Mirrorsoft
- Blade Alley, 1983
- The Guardian, 1983
- Cosmic Split, 1983
- Light Cycle, 1983[6]
- Metro Blitz, 1983
- Bath Time, 1984
- The Battle For Midway, 1984
- Deep Space, 1984
- Frank 'n' Stein, 1984
- Les Flics, 1984
- Hyper Biker, 1984
- Maxima, 1984
- Xavior, 1984
- Battle of Britain, 1985
- The Covenant, 1985
- Falklands 82, 1985
- Macadam Bumper, 1985
- Swords and Sorcery, 1985
- Theatre Europe, 1985
- Annals of Rome, 1986
- Falklands '82, 1986
- Get Dexter, 1986
- Iwo Jima, 1986
- Operation Iceberg: The Battle for Okinawa, 1986
- Battlefield Germany, 1987
- Bismarck, 1987
- Legend of the Sword, 1987
- Pegasus Bridge, 1987
- Power Struggle, 1987
- Sorcerer Lord, 1987
- Tobruk, 1987

### Dopo l'acquisizione di Mirrorsoft
- Firezone, 1988
- Austerlitz, 1989
- Final Frontier, 1989
- Waterloo, 1989
- Battle Master, 1990
- The Final Battle, 1990
- Champion of the Raj, 1991
- J. R. R. Tolkien's Riders of Rohan, 1991